# Ecaterina Oancia

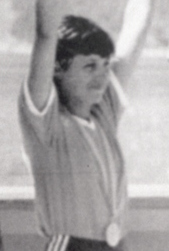
Ecaterina Oancia

Ecaterina Oancia (* 25. März 1954 in Sângeorgiu de Pădure; † 3. Dezember 2024) war eine rumänische Steuerfrau im Rudern, die 1984 Olympiasiegerin mit dem Doppelvierer wurde. Insgesamt gewann sie drei olympische Medaillen und sechs Weltmeisterschaftsmedaillen.

## Sportliche Karriere
Die 1,57 m große Ecaterina Oancia steuerte ab 1981 den rumänischen Doppelvierer, diese Bootsklasse wurde bis 1984 mit Steuerfrau ausgetragen. Bei den Weltmeisterschaften 1981 und 1982 siegte im Doppelvierer jeweils das sowjetische Boot vor dem DDR-Vierer und den Rumäninnen. 1983 belegten die Rumäninnen den vierten Platz hinter der Sowjetunion, der DDR und Bulgarien. Bei den Olympischen Spielen 1984 waren die drei erstplatzierten Boote der Weltmeisterschaften 1983 wegen des Olympiaboykotts nicht am Start. Die Rumäninnen gewannen das olympische Finale mit einer Sekunde Vorsprung vor dem US-Boot.
Nachdem der Doppelvierer ab 1985 ohne Steuerfrau ausgetragen wurde, wechselte Ecaterina Oancia in den rumänischen Achter, mit dem sie bei den Weltmeisterschaften 1985 die Bronzemedaille hinter den Booten aus der UdSSR und der DDR gewann. 1986 trat Oancia bei den Weltmeisterschaften nicht an, kehrte aber 1987 als Steuerfrau des Vierers und des Achters zurück. Bei den Weltmeisterschaften 1987 in Kopenhagen siegte sie in beiden Bootsklassen. Auch bei den Olympischen Spielen 1988 steuerte Oancia beide rumänischen Großboote: Im Vierer siegte die DDR vor China, der rumänische Vierer gewann die Bronzemedaille; im Achter erhielten die Rumäninnen die Silbermedaille hinter dem Achter aus der DDR. Ihre letzte internationale Medaille gewann Oancia bei den Weltmeisterschaften 1989, als sie mit dem rumänischen Achter den Titel gewann.